# جورج دیوئی
جورج دیوئی (انگلیسی: George Dewey؛ ۲۶ دسامبر ۱۸۳۷ – ۱۶ ژانویهٔ ۱۹۱۷) یک فرد نظامی اهل ایالات متحده آمریکا بود. وی تنها آمریکایی است که توانسته به درجه دریابد بزرگ(Admiral of the Navy) دست یابد. وی فرمانده اسکادران آسیایی نیروی دریایی آمریکا بود و در نبرد خلیج مانیل توانست با قاطعیت اسکادران نیروهای اسپانیایی را شکست دهد و به تسلط اسپانیا بر فیلیپین خاتمه دهد.